# Necyla
Necyla is een geslacht van insecten uit de familie van de Mantispidae, die tot de orde netvleugeligen (Neuroptera) behoort.

## Soorten
Deze lijst van twaalf stuks is mogelijk niet compleet.
- N. arabica Navás, 1914
- N. bonhourei Navás, 1922
- N. extrema Navás, 1914
- N. flavonotata Tjeder, 1963
- N. formosana (Okamoto, 1910)
- N. jucunda Navás, 1914
- N. leopoldi Navás, 1931
- N. natalensis Navás, 1914
- N. orientalis (Esben-Petersen, 1913)
- N. pupa Navás, 1927
- N. sacra Navás, 1914
- N. trilineata Navás, 1929